# Penmarch
 Penmarch  (en bretón Penmarc'h) es una población y comuna francesa, situada en la región de Bretaña, departamento de Finisterre, en el distrito de Quimper y cantón de Guilvinec.
Aunque la forma oficial es la francesa, el ayuntamiento utiliza la forma bretona.

## Demografía
| 7652 | 7320 | 6921 | 6463 | 6272 | 5889 |
| Para los censos de 1962 a 1999 la población legal corresponde a la población sin duplicidades (Fuente: INSEE [Consultar]) |      |      |      |      |      |